# Jan-Öjvind Swahn
Jan-Öjvind Swahn, född 15 maj 1925 i Karlskrona, död 21 mars 2016 i Brösarp, var en svensk folklorist och docent i etnologi vid Lunds universitet sedan 1955 och i folkloristik vid Åbo Akademi 1977–1992, professors namn i Finland 1982. Han var bror till Sven Christer Swahn och var chefredaktör för Bra Böckers Lexikon (BBL) 1984–1996.

## Biografi

### Karriär
Swahn tv-debuterade 1958 i ett program om Lundakarnevalen. I radio debuterade han som 15-åring 1940. 
Han var en av deltagarna i underhållningsprogrammet Skäggen 1963 och var senare programledare i tv-programmet Fråga Lund samt för andra program i både svensk och finsk tv. I Finland i Professorsrundan.  År 1989 var han programledare för Kvitt eller Dubbelt i Sveriges Television. 
Swahn deltog i Lunds universitets materialinsamling och forskningsprojekt om kammufolket i Sydostasien, och gav tillsammans med Kristina Lindell och Damrong Tayanin ut flera böcker om kammuernas folksagor.
Hösten 2008 var han presentatör i historieserien 123 saker i SVT2. Hösten-vintern 2009 var han tillsammans med Edward Blom en av de två frontfigurerna i Edward Bloms Gästabud i TV8. Swahn medverkade även i många radioprogram: allt från att småprata i melodiradion till program om mat och folklivsforskning i P1. 
I det akademiska Lund innehade Swahn ett stort antal förtroendeuppdrag, bland vilka kan nämnas att han varit universitetets övermarskalk, "karnevalsamiral" Lundakarnevalen 1958, bibliotekarie vid Akademiska Föreningen, inspektor för Blekingska nationen och stormästare i Sällskapet CC. 
Swahn skrev åtskilliga böcker i ämnet folklore och uppskattades för sin förmåga att göra sin vetenskap underhållande. Hans intresse för mat och dess tillagning förde honom även till matboksgenren och gav honom en plats i den Gastronomiska akademien. Han satt även i Det Danske Gastronomiske Akademi Köpenhamn och Skåneländska Gastronomiska Akademien.

### Familj
Swahn var son till folkskolläraren Sven-Öjvind Swahn och Anna, ogift Svensdotter. Första gången gifte han sig 1949 med biblioteksassistenten Sirkka Malmgren (1926–1968), dotter till provinsialläkaren Lauri Malmgren och Tyyne, ogift Kuutti. Andra gången gifte han sig 1968 med skådespelaren Inger Juel (1926–1979), dotter till överste Niels Juel och författaren Karin Juel ogift Engdahl. Tredje gången gifte han sig 1985 med bibliotekarien Gunilla Sergel (1927–2008), dotter till kapten Gustaf Sergel och Elsa, ogift Werner. Han blev änkling alla tre gånger.